# Mindaugas Gardzijauskas
Mindaugas Gardzijauskas (ur. 28 września 1978 w Wiłkomierzu) – litewski piłkarz, grający w Kruoja Pokroje. Występuje na pozycji pomocnika.